# A Girl of London
A Girl of London é um filme de drama britânico de 1925, dirigido por Henry Edwards e estrelado por Genevieve Townsend, Ian Hunter e Nora Swinburne. Foi baseado no romance de Douglas Walshe.

## Elenco
- Genevieve Townsend ... Lil
- Ian Hunter ... Peter Horniman
- Harvey Braban ... George Durran
- G. H. Mulcaster ... Wilson
- Nora Swinburne ... Vee-Vee
- Edward Irwin ... Lionel Horniman
- Bernard Dudley ... Lawton
- Nell Emerald ... Mãe